# Educația în Kazahstan
După obținerea independenței față de Uniunea Sovietică, Kazahstanul a traversat o criză economică majoră care a afectat grav finanțarea publică a educației. Aceasta a scăzut de la 6% din produsul intern brut în 1991 la aproximativ 3% în 1994, înainte de a crește la 4% în 1999. Profesorii din învățământul primar și secundar au rămas sever subplătiți; în 1993, peste 30.000 de profesori (aproximativ o șeptime din personalul didactic din 1990) au părăsit sistemul educațional, mulți dintre ei în căutarea unor locuri de muncă mai bine plătite.
Constituția Kazahstanului din 1995 prevede educația secundară obligatorie și socializată. Cetățenii concurează pentru locuri în instituțiile de învățământ superior finanțate de stat. Învățământul privat este în creștere în țară, însă aproximativ doar 5% dintre elevi sunt înscriși în școli private, care rămân în mare măsură sub controlul arbitrar al statului.
În anul 2000, Guvernul Kazahstanului s-a alăturat guvernelor Republicii Kârgâze și Tadjikistanului, precum și Aga Khan, pentru a înființa prima instituție de învățământ superior cu cartă internațională din lume — Universitatea Asiei Centrale (UCA). UCA va avea trei campusuri, egale ca dimensiune și prestigiu, în fiecare dintre cele trei țări fondatoare. Campusul din Kazahstan se află în construcție în orașul Tekeli, în regiunea Zhetysu, la 35 de minute est de capitala regională Taldykorgan și la trei ore de mers cu mașina de Almaty.
Universitatea va beneficia de resursele Rețelei de Dezvoltare Aga Khan (Aga Khan Development Network) pentru a oferi un standard de învățământ superior recunoscut la nivel internațional în Asia Centrală. În prezent, universitatea operează o Școală de Educație Profesională și Continuă (SPCE), iar o Școală de Studii Universitare și o Școală de Studii Postuniversitare sunt în curs de înființare.
În 2002, Banca Asiatică de Dezvoltare a oferit asistență tehnică Kazahstanului pentru a identifica principalele probleme și priorități din sectorul educației, contribuind astfel la consolidarea strategiei guvernamentale de dezvoltare a acestui sector. În 2004, Statele Unite au trimis 137 de membri ai Corpului Păcii (Peace Corps) pentru a lucra în domeniul educației și al dezvoltării organizațiilor neguvernamentale (ONG-uri).
Kazahstanul avea o rată de alfabetizare de 99,1% pentru bărbați și 97,7% pentru femei în 1999. 
Când Secretarul de Stat al Statelor Unite, Condoleezza Rice, a vizitat Kazahstanul în perioada 12–13 octombrie 2006, ea a declarat: „Viitorul oricărui stat depinde de nivelul său de educație. Aceasta este a patra mea vizită în Kazahstan, am fost deja în Atyrau și Almaty și am putut observa personal nivelul ridicat de educație al națiunii voastre, care este cheia succesului oricărei țări.”
Inițiativa de Măsurare a Drepturilor Omului (HRMI) constată că Kazahstanul îndeplinește doar 81,0% din ceea ce ar trebui să îndeplinească pentru dreptul la educație, pe baza nivelului de venit al țării.  HRMI analizează dreptul la educație analizând atât dreptul la învățământul primar, cât și cel la învățământul secundar. Luând în considerare nivelul veniturilor Kazahstanului, națiunea realizează doar 62,2% din ceea ce ar trebui să fie posibil pe baza resurselor (veniturilor) sale pentru învățământul primar și 99,8% pentru învățământul secundar. 

## Procesul de educație

### Grădiniță
Constituția Republicii Kazahstan protejează dreptul la accesul în grădiniță. Copiii încep de obicei grădinița la vârsta de 5 ani. În anul 2004 existau 100 de grădinițe în țară (83 publice, 4 aflate direct în subordinea Ministerului Educației și 13 private), iar 135.856 de copii erau înscriși în grădinițe (reprezentând 63% dintre copiii de 5 și 6 ani). Toate grădinițele sunt obligate să predea în limbile kazahă și rusă, majoritatea acordând prioritate uneia dintre cele două limbi.
Una dintre principalele probleme a fost reducerea numărului de grădinițe, cauzată de lipsa finanțării din partea statului și de absența aproape totală a surselor private de finanțare. De asemenea, au fost raportate scăderi ale calității grădinițelor, inclusiv lipsa unei mese calde sau servirea unor alimente de calitate slabă, precum și clădiri aflate într-o stare proastă de întreținere.

### Școală primară
Școala primară în Kazahstan începe de obicei la vârsta de 7 ani (unii părinți își trimit copiii la școală la 6 ani, iar foarte rar la 8 ani) și cuprinde clasele 1–4. Cursurile se desfășoară în mod obișnuit în două schimburi: de la ora 8 până la ora 13 și de la ora 14 până la ora 19, elevii participând fie dimineața, fie după-amiaza. Toate școlile primare sunt de stat, iar educația primară și secundară sunt drepturi protejate prin Constituție.
Programa pentru învățământul primar și secundar este stabilită de Ministerul Educației, lăsând foarte puțină libertate de alegere școlilor individuale. Manualele sunt publicate de editori independenți și trebuie achiziționate de către elevi.
Învățământul primar este oferit gratuit tuturor cetățenilor și rezidenților din Kazahstan, iar părinții plătesc, de obicei, doar pentru activități extracurriculare, cum ar fi programele sportive, programele muzicale și, uneori, echipamentele de laborator sau alte echipamente speciale.

### Școală secundară inferioară
Elevii continuă în învățământul secundar inferior din clasa a 5-a până în clasa a 9-a. Aceasta corespunde aproximativ cu ceea ce este cunoscut în Statele Unite ca „junior high school” sau „middle school”. De obicei, un elev în clasa a 8-a are între 14 și 15 ani. Programa este una de educație generală și cuprinde discipline precum literatura, limba maternă a elevului, limba rusă sau limba kazahă (în funcție de limba de predare a școlii), istorie, fizică, matematică, biologie, chimie, limbă străină etc.

### Școală secundară superioară
După finalizarea învățământului secundar inferior, elevii au la dispoziție trei direcții de continuare a studiilor. Aceștia pot alege liber orice formă de învățământ secundar superior, însă sunt obligați să urmeze una. Absolvenții tuturor celor trei direcții sunt eligibili pentru admiterea la universitate. Prima opțiune este liceul teoretic, care acoperă clasele 10–12 și oferă o educație generală. În plus, există două direcții curriculare pentru învățământul profesional: învățământul profesional inițial, oferit de școli de formare profesională și licee tehnologice, și învățământul profesional secundar, furnizat de colegii și școli de meserii.
- Școlile de formare profesională inițială sunt concepute pentru a pregăti elevii într-o meserie calificată. Programul durează, de obicei, doi sau trei ani (în mod tipic între vârstele de 16–18 ani), însă pentru unele calificări profesionale sunt necesare programe de patru ani. Absolvenții pot continua studiile în colegii pentru formare profesională avansată sau pot accesa învățământul universitar. Statul acoperă costurile educației.

- Liceele tehnologice oferă educație vocațională de bază pentru a pregăti elevii în profesii calificate și includ totodată educație academică generală. Durata studiilor este de trei ani. Statul acoperă costurile educației.

- Colegiile oferă un program care combină educația generală academică cu formarea profesională avansată. Dacă sunt licențiate, colegiile pot furniza și educație vocațională inițială. Programele au o durată de trei sau patru ani (clasele 10–12, 13). Există programe accelerate pentru elevii care au finalizat deja învățământul secundar general și formarea profesională inițială în același domeniu. Absolvenții pot continua studiile la universitate sau pot intra direct pe piața muncii. Conform Legii bugetului din 1999, colegiile sunt deținute de stat și autofinanțate. Totuși, în principiu, întreaga educație obligatorie (primară și secundară) este oferită gratuit.

Curriculumul pentru învățământul primar și secundar este stabilit de Ministerul Educației, iar școlile au puține opțiuni în alegerea conținutului educațional. Manualele sunt vândute în librării și sunt achiziționate de către elevi. La fel ca în învățământul primar, învățământul secundar este subvenționat de stat. Părinții plătesc doar pentru activitățile extracurriculare, cum ar fi programele sportive, programele muzicale și, uneori, echipamentele pentru laborator sau alte echipamente speciale.

### Instituții terțiare
Majoritatea universităților, urmând sistemul rusesc, se concentrează exclusiv pe învățământ și nu se implică în cercetare. Studenții care sunt acceptați la universitate la orice nivel se înscriu pe un anumit domeniu de studiu, iar curriculumul este stabilit de universitate (conform legislației statului) pentru fiecare domeniu de studiu. De exemplu, studenții la economie vor urma aceleași cursuri în aceeași ordine, separat de cei care studiază limba engleză, care au un curriculum diferit. Unele cursuri sunt obligatorii pentru mai multe domenii de studiu și există posibilitatea de a schimba domeniul, dar, de obicei, cursurile nu sunt transferabile către noul domeniu, iar studentul este așteptat să reînceapă în noul domeniu ca anul I.
Guvernul urmează în prezent un program pentru adoptarea unui sistem de credite care ar permite studenților să studieze mai ușor la nivel internațional și să adauge posibilitatea unui curriculum cu materii opționale și cursuri alese de studenți.
În Kazahstan există patru niveluri de învățământ superior:
- Diplomă de licență — de obicei o diplomă de patru ani
- Diplomă de specializare — de obicei o diplomă de cinci ani și mai intensivă decât licența
- Diplomă de master — de obicei o diplomă de doi ani, corespunzând aproximativ masteratului occidental.
- Doctorat — de obicei un program de cinci ani

Universitățile sunt de obicei conduse de un rector, numit de președintele Kazahstanului, care deține o autoritate considerabilă asupra instituției, aprobând toate deciziile, inclusiv cele referitoare la curriculum, personal și admitere. Astfel, universitățile din Kazahstan sunt mai centralizate decât cele din țările occidentale.
Universitatea de cercetare emblematică a Kazahstanului este Universitatea Nazarbayev. Alte două universități importante din Kazahstan sunt Universitatea Națională Kazahă al-Farabi din Almaty și Universitatea Națională Eurasiană L. N. Gumilyov, situată în Astana.
În plus, există câteva universități internaționale, cum ar fi KIMEP, care este un program comun, deținut în proporție de 40% de guvernul Kazahstanului, dar educația se bazează pe sistemul occidental. Universitatea Tehnică Kazah-Britanică și Universitatea Kazah-Americană sunt proiecte comune între Kazahstan și Regatul Unit, respectiv Statele Unite ale Americii. În toate cele trei instituții, limba de instruire este engleza. Universitatea din Asia Centrală, fondată în colaborare de guvernele Kazahstanului, Kârgâzstanului și Tadjikistanului, precum și de Aga Khan, este afiliată la Rețeaua de Dezvoltare Aga Khan. Campusul din Kazahstan este situat în Tekeli. Există și mai multe universități de specialitate. Până în prezent, existau universități publice și universități private.
Universitățile private, de obicei instituții cu scop lucrativ, sunt supuse aceleași reglementări privind curriculum-ul, dar au libertatea de a stabili taxele de școlarizare și salariile după cum consideră necesar. Universitățile publice sunt supuse acelorași reglementări ca și celelalte organe de stat, nu doar în ceea ce privește taxele și salariile, dar și structura administrativă, contractarea și subcontractarea, precum și proprietatea asupra bunurilor.
Universitățile de stat primesc finanțare dacă numărul lor de înscriere atinge 86.000 de studenți sau 34% din capacitatea totală. Un număr mic de universități sunt finanțate printr-o linie bugetară în bugetul Republicii, cum ar fi academiile de artă sau universitățile internaționale.

## Finanțarea publică a educației
Studenții care nu au obținut educație generală de nivel secundar superior beneficiază de finanțare de la stat pentru partea academică a programului lor. În ceea ce privește track-ul vocațional, unii studenți plătesc taxe, iar alții sunt finanțați prin programul de comandă de stat, în care autoritățile statului solicită un anumit număr de lucrători și specialiști instruiți în domenii specifice. Acești studenți sunt selectați printr-o competiție bazată pe merit, în funcție de note și recomandări de la profesori sau oficiali publici.
Educația pentru întreaga națiune era alcătuită din:
- 14,4% din cheltuielile publice în 1999
- 12,1% în 2000
- 11,9% în 2001
- 12,6% în 2002

din care partea leului a fost destinată învățământului general.
| Nivel/tipul de educație         | 1999 | 2000 | 2001 | 2002 | 2003 | Medie |
| ------------------------------- | ---- | ---- | ---- | ---- | ---- | ----- |
| Educație preșcolară             | 3.1  | 3.7  | 3.2  | 3.3  | 3.0  | 3.3   |
| Educație generală               | 68,4 | 73,7 | 65,2 | 68,7 | 66,2 | 68,4  |
| Învățământ profesional primar   | 3.2  | 3.3  | 2.9  | 3.3  | 3.6  | 3.2   |
| Învățământ profesional secundar | 3.5  | 3.3  | 2,5  | 2,5  | 2.3  | 2.8   |
| Alte programe educaționale      | 11.9 | 6.1  | 17.1 | 12.3 | 16.4 | 12,8  |
| Învățământ superior             | 9.9  | 10.0 | 9.1  | 9.9  | 8,5  | 9,5   |

| sector                                  | 1999   | 2000   | 2001   | 2002   | 2003 (prima jumătate) |
| --------------------------------------- | ------ | ------ | ------ | ------ | --------------------- |
| Național                                | 11.864 | 14.374 | 17.303 | 20.323 | 21.991                |
| Industrie                               | 16.370 | 20.647 | 23.812 | 26.280 | 27.952                |
| Administrație publică                   | 11.308 | 11.758 | 14.970 | 16.930 | 17.374                |
| Îngrijire medicală și asistență socială | 6.821  | 7.267  | 8.288  | 10.863 | 12.089                |
| Educație                                | 8.149  | 8.512  | 9.937  | 12.863 | 14.510                |

## Proiecte și programe

### Școlile intelectuale Nazarbayev
Școlile Intellectuale Nazarbayev (NIS) au fost fondate în 2008 (sub denumirea Orken) cu misiunea de „a spori capacitatea intelectuală” a Kazahstanului. În practică, organizația dezvoltă, testează și distribuie programe destinate să fie utilizate în sistemul național de învățământ primar și secundar, prin rețeaua sa de școli primare și secundare, centre de dezvoltare profesională (Centrele de Excelență), școli internaționale și organizații asociate. Reformele recente ale curriculumului au fost inițiate de NIS în parteneriat cu Academia Națională de Educație.

### Liceul Specializat Arystan

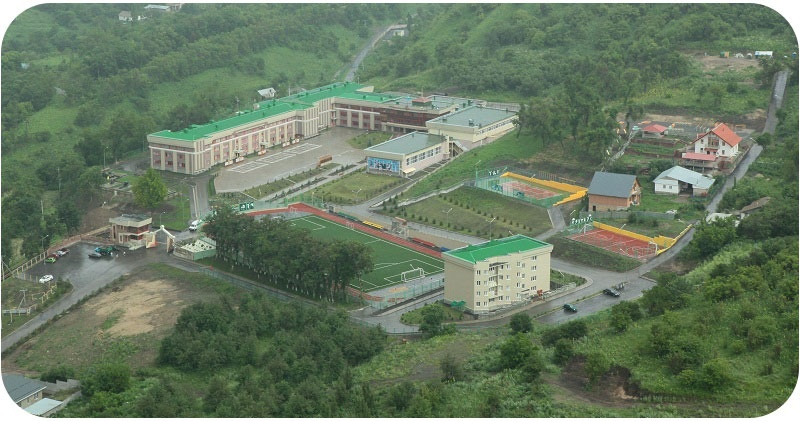
Liceul Specializat Arystan

Liceul Specializat „Arystan” a început să funcționeze în ianuarie 2011, cu elevi din toate regiunile care veneau să studieze la liceu de la clasa a IX-a până la clasa a XI-a. Este sponsorizat de Fundația Nazarbayev. Adânc înrădăcinat în stilul de viață militar, liceul are 21 de ofițeri militari și 5 specialiști militari care lucrează acolo, permițând, de asemenea, instruirea militară de bază și promovarea disciplinei. Liceul are propriul său steag, ca o unitate militară, precum și o emblemă, un jurământ de loialitate și un cod de onoare. În aprilie 2013, președintele Nazarbayev a descris liceul ca „un bun exemplu al participării capitalului privat în extinderea accesului la educație de calitate”. Au existat șase promoții de absolvire, dintre care multe au intrat în instituții educaționale militare ale Ministerului Apărării, la Universitatea Nazarbayev și Universitatea Eurasiană, precum și în instituții educaționale din Rusia, Belarus, Ucraina și Statele Unite.

### Bolashak
Bursa Bolashak a Președintelui Republicii Kazahstan a fost creată în 1993 prin decretul Președintelui: „În tranziția Kazahstanului către o economie de piață și în extinderea contactelor internaționale, există o nevoie acută de forță de muncă cu educație avansată în sistemul occidental, astfel încât este necesar acum să trimitem cei mai calificați tineri să studieze în instituțiile educaționale de top din țările străine”.[1] Bursa este bazată pe merite, iar procesul de selecție include nu doar calificările academice, ci și competența în limba de studiu, testarea psihologică și un interviu. Angajamentul față de dezvoltarea Kazahstanului și patriotismul sunt și ele factori importanți. Decizia finală este luată de Comisia Republicană, prezidată de Secretarul de Stat și compusă din miniștri, membri ai Parlamentului și membri ai Oficiului Președintelui. Comisia Republicană aprobă, de asemenea, țara și programul de studiu.
Bursa impune ca toți beneficiarii să se întoarcă în Kazahstan după absolvire și să lucreze timp de cinci ani în Kazahstan. Bursa acoperă toate costurile legate de educație, inclusiv taxele de școlarizare, costurile de călătorie și o alocație pentru întreținere. Bursele sunt așteptate să mențină excelența academică. În Statele Unite, aceasta corespunde unui GPA de 3.0.
În prezent, există aproximativ 1.800 de beneficiari ai bursei care studiază în străinătate, în 24 de țări. Aproape 1.700 dintre aceștia au fost recompensați cu bursa în 2005. Cele mai populare țări sunt Statele Unite (aproape 700 de studenți aleși în 2005), Regatul Unit (aproape 400 de studenți aleși anul trecut) și Rusia (aproape 300 de studenți aleși în 2005). Australia și Malaysia sunt două țări reprezentate pentru prima dată în 2005, fiecare găzduind câte 2 bursieri Bolashak. Universitatea Nazarbayev și-a început activitatea din 2010 și integrează sistemul Bolashak, prin urmare, programul Bolashak a fost închis pentru studii de licență.

### Procesul de la Bologna
Guvernul se află în etapa finală a implementării unui sistem de credite cu nivele academice de tip occidental (Licență-Master-Doctorat), care le permite studenților kazahi să studieze internațional fără probleme de înțelegere. Sistemul educațional național kazah permite, de asemenea, posibilitatea unui curriculum cu opțiuni elective și cursuri alese de către studenți.

### Spiritual și moral
În martie 2001, Sara Nazarbayeva a inițiat dezvoltarea Proiectului de Educație Morală și Spirituală (EMS) „Autocunoaștere”.
La 1 septembrie 2010, a început introducerea masivă a disciplinei „Autocunoaștere” în sistemul de educație continuă al Republicii Kazahstan: grădiniță - școală - colegiu - universitate. În universitățile pedagogice, a fost introdusă specializarea „Pedagogie socială și autocunoaștere”, în cadrul căreia a început pregătirea viitorilor profesori de autocunoaștere.
În iunie 2012, a avut loc prima promovare a profesorilor certificați de autocunoaștere, instruiți de Colegiul Umanitar „Autocunoaștere” pentru dezvoltarea umană armonioasă.

## Probleme
În legătură cu lipsa facilităților școlare sau a profesorilor, unele școli primare și secundare funcționează în trei schimburi, în loc de două, astfel încât un grup de elevi frecventează de la 8 la 13, iar un al doilea de la 13 la 18. Acest lucru duce la profesori suprasolicitați, elevi care stau până târziu și la o utilizare excesivă a facilităților.
Banca Asiatică de Dezvoltare (ADB) a publicat un raport privind finanțarea educației publice în Kazahstan în 2004, care menționează critici larg acceptate ale sistemului de învățământ public, raportate și în alte părți. Conform acestui raport, finanțarea educației publice este scăzută, iar mecanismele de introducere a finanțării private au fost nereușite. Mai mult, Codul Bugetar și legea „Despre educație” nu reușesc să delimiteze clar responsabilitățile guvernelor locale și centrale și nu includ mecanisme suficiente pentru monitorizarea cheltuielilor bugetare.
Organizația pentru Cooperare și Dezvoltare Economică (OCDE) a publicat un raport în 2014 despre sistemul educațional din Kazahstan. Conform raportului, Kazahstanul a obținut îmbunătățiri semnificative în calitatea educației și a crescut accesul la educația primară și secundară. Raportul a indicat, de asemenea, că Kazahstanul a început reforme profunde pentru a îmbunătăți calitatea sistemului educațional și că s-a orientat tot mai mult către standardele internaționale și cele mai bune practici.